# Palangka Raya
Palangka Raya este un oraș din Indonezia.